# Система футбольних ліг Індонезії
Індонезійська система футбольних ліг являє собою чотири професійних і напівпрофесійних футбольних дивізіонів Індонезії. 1994 року була створена Ліга Індонезії в результаті об'єднання двох існуючих вищих дивізіонів країни: Персерікатан (аматорський) і Галатама (напівпрофесійний). Ліга Індонезії управляється PSSI, Індонезійською національною футбольною федерацією.

## Структура
Ліга 1 — це вищий рівень футболу в Індонезії. До 2017 року, він був відомий як індонезійська Суперліга. Наступним дивізіоном є Ліга 2, раніше Прем'єр-Дивізіон. Ліга 1 і 2 — це професійні ліги і контролюються PT. Liga Indonesia Baru.
Нижчими лігами є Ліга 3 і Ліга 4. Ліга 4 складається з 34 окремих провінційних ліга, рівним числу провінцій Індонезії. Кількість команд у кожній провінції можуть розрізнятися. Переможці регіональних чемпіонатів борються між собою за вихід у Лігу 3 у національному раунді.
| Рівень | Лігу/Дивізіон починаючи з 2018 року | Лігу/Дивізіон починаючи з 2018 року | Лігу/Дивізіон починаючи з 2018 року | Лігу/Дивізіон починаючи з 2018 року | Лігу/Дивізіон починаючи з 2018 року | Лігу/Дивізіон починаючи з 2018 року | Лігу/Дивізіон починаючи з 2018 року | Лігу/Дивізіон починаючи з 2018 року | Лігу/Дивізіон починаючи з 2018 року | Лігу/Дивізіон починаючи з 2018 року | Лігу/Дивізіон починаючи з 2018 року | Лігу/Дивізіон починаючи з 2018 року | Лігу/Дивізіон починаючи з 2018 року | Лігу/Дивізіон починаючи з 2018 року | Лігу/Дивізіон починаючи з 2018 року | Лігу/Дивізіон починаючи з 2018 року | Лігу/Дивізіон починаючи з 2018 року | Лігу/Дивізіон починаючи з 2018 року |
| ------ | ----------------------------------- | ----------------------------------- | ----------------------------------- | ----------------------------------- | ----------------------------------- | ----------------------------------- | ----------------------------------- | ----------------------------------- | ----------------------------------- | ----------------------------------- | ----------------------------------- | ----------------------------------- | ----------------------------------- | ----------------------------------- | ----------------------------------- | ----------------------------------- | ----------------------------------- | ----------------------------------- |
| 1      | Ліга 1 18 клубів                    | Ліга 1 18 клубів                    | Ліга 1 18 клубів                    | Ліга 1 18 клубів                    | Ліга 1 18 клубів                    | Ліга 1 18 клубів                    | Ліга 1 18 клубів                    | Ліга 1 18 клубів                    | Ліга 1 18 клубів                    | Ліга 1 18 клубів                    | Ліга 1 18 клубів                    | Ліга 1 18 клубів                    | Ліга 1 18 клубів                    | Ліга 1 18 клубів                    | Ліга 1 18 клубів                    | Ліга 1 18 клубів                    | Ліга 1 18 клубів                    | Ліга 1 18 клубів                    |
| 2      | Ліга 2 24 клуби                     | Ліга 2 24 клуби                     | Ліга 2 24 клуби                     | Ліга 2 24 клуби                     | Ліга 2 24 клуби                     | Ліга 2 24 клуби                     | Ліга 2 24 клуби                     | Ліга 2 24 клуби                     | Ліга 2 24 клуби                     | Ліга 2 24 клуби                     | Ліга 2 24 клуби                     | Ліга 2 24 клуби                     | Ліга 2 24 клуби                     | Ліга 2 24 клуби                     | Ліга 2 24 клуби                     | Ліга 2 24 клуби                     | Ліга 2 24 клуби                     | Ліга 2 24 клуби                     |
| 3      | Ліга 3 36 клубів                    | Ліга 3 36 клубів                    | Ліга 3 36 клубів                    | Ліга 3 36 клубів                    | Ліга 3 36 клубів                    | Ліга 3 36 клубів                    | Ліга 3 36 клубів                    | Ліга 3 36 клубів                    | Ліга 3 36 клубів                    | Ліга 3 36 клубів                    | Ліга 3 36 клубів                    | Ліга 3 36 клубів                    | Ліга 3 36 клубів                    | Ліга 3 36 клубів                    | Ліга 3 36 клубів                    | Ліга 3 36 клубів                    | Ліга 3 36 клубів                    | Ліга 3 36 клубів                    |
| 4      | Ліга 4 (розділена на 34 провінції)  | Ліга 4 (розділена на 34 провінції)  | Ліга 4 (розділена на 34 провінції)  | Ліга 4 (розділена на 34 провінції)  | Ліга 4 (розділена на 34 провінції)  | Ліга 4 (розділена на 34 провінції)  | Ліга 4 (розділена на 34 провінції)  | Ліга 4 (розділена на 34 провінції)  | Ліга 4 (розділена на 34 провінції)  | Ліга 4 (розділена на 34 провінції)  | Ліга 4 (розділена на 34 провінції)  | Ліга 4 (розділена на 34 провінції)  | Ліга 4 (розділена на 34 провінції)  | Ліга 4 (розділена на 34 провінції)  | Ліга 4 (розділена на 34 провінції)  | Ліга 4 (розділена на 34 провінції)  | Ліга 4 (розділена на 34 провінції)  | Ліга 4 (розділена на 34 провінції)  |

## Історія

### Ранні роки (1914—1979)
З 1914 по 1930 рік в Індонезії проводилась аматорська футбольна національна Ліга, організована Nederlandsch Indische Voetbal Bond (NIVB), яка мала назву Чемпіонат міст голландської Ост-Індії (DEI Championship).
У 1931 році був заснований Персерікатан, як окрема аматорська футбольна національна Ліга, що складалась з кількох дивізіонів. Це була перша Індонезійська футбольна ліга, організована PSSI. З 1932 по 1950 рік DEI Championship  проходив паралельно з Персерікатаном як змагання для голландських та інших європейських гравців, в той час як Персерікатан проводився для гравців китайського походження.

### 1979—1994
В 1979/80 була заснована напівпрофесійна ліга Галатама (англ. The Premier League), яка складалася лише з одного дивізіону (крім 1983 і 1990 років, у яких була 2 дивізіони). Тому, починаючи з 1979 року Галатама і Персерікатан існували паралельно і мали свої власні системи ліги.
| Рівень | Ліга/Дивізіон                 | Ліга/Дивізіон                 | Ліга/Дивізіон                 | Ліга/Дивізіон                 | Ліга/Дивізіон                 | Ліга/Дивізіон                 | Ліга/Дивізіон                 | Ліга/Дивізіон                 | Ліга/Дивізіон                 | Ліга/Дивізіон                         | Ліга/Дивізіон                         | Ліга/Дивізіон                         | Ліга/Дивізіон                         | Ліга/Дивізіон                         | Ліга/Дивізіон                         | Ліга/Дивізіон                         | Ліга/Дивізіон                         | Ліга/Дивізіон                         |
| ------ | ----------------------------- | ----------------------------- | ----------------------------- | ----------------------------- | ----------------------------- | ----------------------------- | ----------------------------- | ----------------------------- | ----------------------------- | ------------------------------------- | ------------------------------------- | ------------------------------------- | ------------------------------------- | ------------------------------------- | ------------------------------------- | ------------------------------------- | ------------------------------------- | ------------------------------------- |
| 1      | Персерікатан                  | Персерікатан                  | Персерікатан                  | Персерікатан                  | Персерікатан                  | Персерікатан                  | Персерікатан                  | Персерікатан                  | Персерікатан                  | Галатама                              | Галатама                              | Галатама                              | Галатама                              | Галатама                              | Галатама                              | Галатама                              | Галатама                              | Галатама                              |
| 2      | Перший Дивізіон (з 1978 року) | Перший Дивізіон (з 1978 року) | Перший Дивізіон (з 1978 року) | Перший Дивізіон (з 1978 року) | Перший Дивізіон (з 1978 року) | Перший Дивізіон (з 1978 року) | Перший Дивізіон (з 1978 року) | Перший Дивізіон (з 1978 року) | Перший Дивізіон (з 1978 року) | Перший Дивізіон (У 1980, 1983 і 1990) | Перший Дивізіон (У 1980, 1983 і 1990) | Перший Дивізіон (У 1980, 1983 і 1990) | Перший Дивізіон (У 1980, 1983 і 1990) | Перший Дивізіон (У 1980, 1983 і 1990) | Перший Дивізіон (У 1980, 1983 і 1990) | Перший Дивізіон (У 1980, 1983 і 1990) | Перший Дивізіон (У 1980, 1983 і 1990) | Перший Дивізіон (У 1980, 1983 і 1990) |
| 3      | Другий дивізіон (з 1987 року) | Другий дивізіон (з 1987 року) | Другий дивізіон (з 1987 року) | Другий дивізіон (з 1987 року) | Другий дивізіон (з 1987 року) | Другий дивізіон (з 1987 року) | Другий дивізіон (з 1987 року) | Другий дивізіон (з 1987 року) | Другий дивізіон (з 1987 року) |                                       |                                       |                                       |                                       |                                       |                                       |                                       |                                       |                                       |

### 1994—2008
У 1994 році PSSI об'єднала два турніри у новий, а саме Лігу Індонезії. Всі клуби з вищих дивізіонів були об'єднані в новостворений Прем'єр-Дивізіон. Крім того, оскільки Галатама не мала нижчих дивізіонів, в нижчих лігах залишились клуби Персерікатана.
| Рівень | Ліга/Дивізіон                 | Ліга/Дивізіон                 | Ліга/Дивізіон                 | Ліга/Дивізіон                 | Ліга/Дивізіон                 | Ліга/Дивізіон                 | Ліга/Дивізіон                 | Ліга/Дивізіон                 | Ліга/Дивізіон                 | Ліга/Дивізіон                 | Ліга/Дивізіон                 | Ліга/Дивізіон                 | Ліга/Дивізіон                 | Ліга/Дивізіон                 | Ліга/Дивізіон                 | Ліга/Дивізіон                 | Ліга/Дивізіон                 | Ліга/Дивізіон                 |
| ------ | ----------------------------- | ----------------------------- | ----------------------------- | ----------------------------- | ----------------------------- | ----------------------------- | ----------------------------- | ----------------------------- | ----------------------------- | ----------------------------- | ----------------------------- | ----------------------------- | ----------------------------- | ----------------------------- | ----------------------------- | ----------------------------- | ----------------------------- | ----------------------------- |
| 1      | Прем'єр-Дивізіон              | Прем'єр-Дивізіон              | Прем'єр-Дивізіон              | Прем'єр-Дивізіон              | Прем'єр-Дивізіон              | Прем'єр-Дивізіон              | Прем'єр-Дивізіон              | Прем'єр-Дивізіон              | Прем'єр-Дивізіон              | Прем'єр-Дивізіон              | Прем'єр-Дивізіон              | Прем'єр-Дивізіон              | Прем'єр-Дивізіон              | Прем'єр-Дивізіон              | Прем'єр-Дивізіон              | Прем'єр-Дивізіон              | Прем'єр-Дивізіон              | Прем'єр-Дивізіон              |
| 2      | Перший дивізіон               | Перший дивізіон               | Перший дивізіон               | Перший дивізіон               | Перший дивізіон               | Перший дивізіон               | Перший дивізіон               | Перший дивізіон               | Перший дивізіон               | Перший дивізіон               | Перший дивізіон               | Перший дивізіон               | Перший дивізіон               | Перший дивізіон               | Перший дивізіон               | Перший дивізіон               | Перший дивізіон               | Перший дивізіон               |
| 3      | Другий дивізіон               | Другий дивізіон               | Другий дивізіон               | Другий дивізіон               | Другий дивізіон               | Другий дивізіон               | Другий дивізіон               | Другий дивізіон               | Другий дивізіон               | Другий дивізіон               | Другий дивізіон               | Другий дивізіон               | Другий дивізіон               | Другий дивізіон               | Другий дивізіон               | Другий дивізіон               | Другий дивізіон               | Другий дивізіон               |
| 4      | Третій дивізіон (з 2005 року) | Третій дивізіон (з 2005 року) | Третій дивізіон (з 2005 року) | Третій дивізіон (з 2005 року) | Третій дивізіон (з 2005 року) | Третій дивізіон (з 2005 року) | Третій дивізіон (з 2005 року) | Третій дивізіон (з 2005 року) | Третій дивізіон (з 2005 року) | Третій дивізіон (з 2005 року) | Третій дивізіон (з 2005 року) | Третій дивізіон (з 2005 року) | Третій дивізіон (з 2005 року) | Третій дивізіон (з 2005 року) | Третій дивізіон (з 2005 року) | Третій дивізіон (з 2005 року) | Третій дивізіон (з 2005 року) | Третій дивізіон (з 2005 року) |

### 2008—2011
У 2008 році PSSI створила новий дивізіон — індонезійську Суперлігу. Відповідно Прем'єр-Дивізіон став другим за рівнем, Перший дивізіон — третім і так далі. Ця нова ліга була створена для введення повного професіоналізму в індонезійському футболі.
Паралельно з цим була створена Суперліга U-21, в якій стали виступати молодіжні команди усіх клубів, що грали у найвищому дивізіоні країни..
| Рівень | Ліга/Дивізіон    | Ліга/Дивізіон    | Ліга/Дивізіон    | Ліга/Дивізіон    | Ліга/Дивізіон    | Ліга/Дивізіон    | Ліга/Дивізіон    | Ліга/Дивізіон    | Ліга/Дивізіон    | Ліга/Дивізіон    | Ліга/Дивізіон    | Ліга/Дивізіон    | Ліга/Дивізіон    | Ліга/Дивізіон    | Ліга/Дивізіон    | Ліга/Дивізіон    | Ліга/Дивізіон    | Ліга/Дивізіон    |
| ------ | ---------------- | ---------------- | ---------------- | ---------------- | ---------------- | ---------------- | ---------------- | ---------------- | ---------------- | ---------------- | ---------------- | ---------------- | ---------------- | ---------------- | ---------------- | ---------------- | ---------------- | ---------------- |
| 1      | Суперліга        | Суперліга        | Суперліга        | Суперліга        | Суперліга        | Суперліга        | Суперліга        | Суперліга        | Суперліга        | Суперліга        | Суперліга        | Суперліга        | Суперліга        | Суперліга        | Суперліга        | Суперліга        | Суперліга        | Суперліга        |
| 2      | Прем'єр-Дивізіон | Прем'єр-Дивізіон | Прем'єр-Дивізіон | Прем'єр-Дивізіон | Прем'єр-Дивізіон | Прем'єр-Дивізіон | Прем'єр-Дивізіон | Прем'єр-Дивізіон | Прем'єр-Дивізіон | Прем'єр-Дивізіон | Прем'єр-Дивізіон | Прем'єр-Дивізіон | Прем'єр-Дивізіон | Прем'єр-Дивізіон | Прем'єр-Дивізіон | Прем'єр-Дивізіон | Прем'єр-Дивізіон | Прем'єр-Дивізіон |
| 3      | Перший дивізіон  | Перший дивізіон  | Перший дивізіон  | Перший дивізіон  | Перший дивізіон  | Перший дивізіон  | Перший дивізіон  | Перший дивізіон  | Перший дивізіон  | Перший дивізіон  | Перший дивізіон  | Перший дивізіон  | Перший дивізіон  | Перший дивізіон  | Перший дивізіон  | Перший дивізіон  | Перший дивізіон  | Перший дивізіон  |
| 4      | Другий дивізіон  | Другий дивізіон  | Другий дивізіон  | Другий дивізіон  | Другий дивізіон  | Другий дивізіон  | Другий дивізіон  | Другий дивізіон  | Другий дивізіон  | Другий дивізіон  | Другий дивізіон  | Другий дивізіон  | Другий дивізіон  | Другий дивізіон  | Другий дивізіон  | Другий дивізіон  | Другий дивізіон  | Другий дивізіон  |
| 5      | Третій дивізіон  | Третій дивізіон  | Третій дивізіон  | Третій дивізіон  | Третій дивізіон  | Третій дивізіон  | Третій дивізіон  | Третій дивізіон  | Третій дивізіон  | Третій дивізіон  | Третій дивізіон  | Третій дивізіон  | Третій дивізіон  | Третій дивізіон  | Третій дивізіон  | Третій дивізіон  | Третій дивізіон  | Третій дивізіон  |

### 2011—2013
У 2011 році PSSI замінила Суперлігу індонезійською Прем'єр-Лігою.
| Рівень | Ліга/Дивізіон    | Ліга/Дивізіон    | Ліга/Дивізіон    | Ліга/Дивізіон    | Ліга/Дивізіон    | Ліга/Дивізіон    | Ліга/Дивізіон    | Ліга/Дивізіон    | Ліга/Дивізіон    | Ліга/Дивізіон    | Ліга/Дивізіон    | Ліга/Дивізіон    | Ліга/Дивізіон    | Ліга/Дивізіон    | Ліга/Дивізіон    | Ліга/Дивізіон    | Ліга/Дивізіон    | Ліга/Дивізіон    |
| ------ | ---------------- | ---------------- | ---------------- | ---------------- | ---------------- | ---------------- | ---------------- | ---------------- | ---------------- | ---------------- | ---------------- | ---------------- | ---------------- | ---------------- | ---------------- | ---------------- | ---------------- | ---------------- |
| 1      | Прем'єр-Ліга     | Прем'єр-Ліга     | Прем'єр-Ліга     | Прем'єр-Ліга     | Прем'єр-Ліга     | Прем'єр-Ліга     | Прем'єр-Ліга     | Прем'єр-Ліга     | Прем'єр-Ліга     | Прем'єр-Ліга     | Прем'єр-Ліга     | Прем'єр-Ліга     | Прем'єр-Ліга     | Прем'єр-Ліга     | Прем'єр-Ліга     | Прем'єр-Ліга     | Прем'єр-Ліга     | Прем'єр-Ліга     |
| 2      | Прем'єр-Дивізіон | Прем'єр-Дивізіон | Прем'єр-Дивізіон | Прем'єр-Дивізіон | Прем'єр-Дивізіон | Прем'єр-Дивізіон | Прем'єр-Дивізіон | Прем'єр-Дивізіон | Прем'єр-Дивізіон | Прем'єр-Дивізіон | Прем'єр-Дивізіон | Прем'єр-Дивізіон | Прем'єр-Дивізіон | Прем'єр-Дивізіон | Прем'єр-Дивізіон | Прем'єр-Дивізіон | Прем'єр-Дивізіон | Прем'єр-Дивізіон |
| 3      | Перший дивізіон  | Перший дивізіон  | Перший дивізіон  | Перший дивізіон  | Перший дивізіон  | Перший дивізіон  | Перший дивізіон  | Перший дивізіон  | Перший дивізіон  | Перший дивізіон  | Перший дивізіон  | Перший дивізіон  | Перший дивізіон  | Перший дивізіон  | Перший дивізіон  | Перший дивізіон  | Перший дивізіон  | Перший дивізіон  |
| 4      | Другий дивізіон  | Другий дивізіон  | Другий дивізіон  | Другий дивізіон  | Другий дивізіон  | Другий дивізіон  | Другий дивізіон  | Другий дивізіон  | Другий дивізіон  | Другий дивізіон  | Другий дивізіон  | Другий дивізіон  | Другий дивізіон  | Другий дивізіон  | Другий дивізіон  | Другий дивізіон  | Другий дивізіон  | Другий дивізіон  |
| 5      | Третій дивізіон  | Третій дивізіон  | Третій дивізіон  | Третій дивізіон  | Третій дивізіон  | Третій дивізіон  | Третій дивізіон  | Третій дивізіон  | Третій дивізіон  | Третій дивізіон  | Третій дивізіон  | Третій дивізіон  | Третій дивізіон  | Третій дивізіон  | Третій дивізіон  | Третій дивізіон  | Третій дивізіон  | Третій дивізіон  |

Після позачергового з'їзду 17 березня 2013 року Прем'єр-ліга та Суперліга з 2014 року об'єднались в один турнір під назвою Суперліга. До цього дві ліги існували паралельно.
| Рівень | Ліга/Дивізіон    | Ліга/Дивізіон    | Ліга/Дивізіон    | Ліга/Дивізіон    | Ліга/Дивізіон    | Ліга/Дивізіон    | Ліга/Дивізіон    | Ліга/Дивізіон    | Ліга/Дивізіон    | Ліга/Дивізіон    | Ліга/Дивізіон    | Ліга/Дивізіон    | Ліга/Дивізіон    | Ліга/Дивізіон    | Ліга/Дивізіон    | Ліга/Дивізіон    | Ліга/Дивізіон    | Ліга/Дивізіон    |
| ------ | ---------------- | ---------------- | ---------------- | ---------------- | ---------------- | ---------------- | ---------------- | ---------------- | ---------------- | ---------------- | ---------------- | ---------------- | ---------------- | ---------------- | ---------------- | ---------------- | ---------------- | ---------------- |
| 1      | Суперліга        | Суперліга        | Суперліга        | Суперліга        | Суперліга        | Суперліга        | Суперліга        | Суперліга        | Суперліга        | Прем'єр-ліга     | Прем'єр-ліга     | Прем'єр-ліга     | Прем'єр-ліга     | Прем'єр-ліга     | Прем'єр-ліга     | Прем'єр-ліга     | Прем'єр-ліга     | Прем'єр-ліга     |
| 2      | Прем'єр-Дивізіон | Прем'єр-Дивізіон | Прем'єр-Дивізіон | Прем'єр-Дивізіон | Прем'єр-Дивізіон | Прем'єр-Дивізіон | Прем'єр-Дивізіон | Прем'єр-Дивізіон | Прем'єр-Дивізіон | Прем'єр-Дивізіон | Прем'єр-Дивізіон | Прем'єр-Дивізіон | Прем'єр-Дивізіон | Прем'єр-Дивізіон | Прем'єр-Дивізіон | Прем'єр-Дивізіон | Прем'єр-Дивізіон | Прем'єр-Дивізіон |
| 3      | Перший дивізіон  | Перший дивізіон  | Перший дивізіон  | Перший дивізіон  | Перший дивізіон  | Перший дивізіон  | Перший дивізіон  | Перший дивізіон  | Перший дивізіон  | Перший дивізіон  | Перший дивізіон  | Перший дивізіон  | Перший дивізіон  | Перший дивізіон  | Перший дивізіон  | Перший дивізіон  | Перший дивізіон  | Перший дивізіон  |
| 4      | Другий дивізіон  | Другий дивізіон  | Другий дивізіон  | Другий дивізіон  | Другий дивізіон  | Другий дивізіон  | Другий дивізіон  | Другий дивізіон  | Другий дивізіон  | Другий дивізіон  | Другий дивізіон  | Другий дивізіон  | Другий дивізіон  | Другий дивізіон  | Другий дивізіон  | Другий дивізіон  | Другий дивізіон  | Другий дивізіон  |
| 5      | Третій дивізіон  | Третій дивізіон  | Третій дивізіон  | Третій дивізіон  | Третій дивізіон  | Третій дивізіон  | Третій дивізіон  | Третій дивізіон  | Третій дивізіон  | Третій дивізіон  | Третій дивізіон  | Третій дивізіон  | Третій дивізіон  | Третій дивізіон  | Третій дивізіон  | Третій дивізіон  | Третій дивізіон  | Третій дивізіон  |

### 2014
В 2014 році PSSI змінила систему дивізіонів, залишивши лише чотири, три з яких загальнонаціональні, четверта — аматорська ліга провінцій під назвою Ліга Нусантара.
| Рівень | Ліга/Дивізіон    | Ліга/Дивізіон    | Ліга/Дивізіон    | Ліга/Дивізіон    | Ліга/Дивізіон    | Ліга/Дивізіон    | Ліга/Дивізіон    | Ліга/Дивізіон    | Ліга/Дивізіон    | Ліга/Дивізіон    | Ліга/Дивізіон    | Ліга/Дивізіон    | Ліга/Дивізіон    | Ліга/Дивізіон    | Ліга/Дивізіон    | Ліга/Дивізіон    | Ліга/Дивізіон    | Ліга/Дивізіон    |
| ------ | ---------------- | ---------------- | ---------------- | ---------------- | ---------------- | ---------------- | ---------------- | ---------------- | ---------------- | ---------------- | ---------------- | ---------------- | ---------------- | ---------------- | ---------------- | ---------------- | ---------------- | ---------------- |
| 1      | Суперліга        | Суперліга        | Суперліга        | Суперліга        | Суперліга        | Суперліга        | Суперліга        | Суперліга        | Суперліга        | Суперліга        | Суперліга        | Суперліга        | Суперліга        | Суперліга        | Суперліга        | Суперліга        | Суперліга        | Суперліга        |
| 2      | Прем'єр-Дивізіон | Прем'єр-Дивізіон | Прем'єр-Дивізіон | Прем'єр-Дивізіон | Прем'єр-Дивізіон | Прем'єр-Дивізіон | Прем'єр-Дивізіон | Прем'єр-Дивізіон | Прем'єр-Дивізіон | Прем'єр-Дивізіон | Прем'єр-Дивізіон | Прем'єр-Дивізіон | Прем'єр-Дивізіон | Прем'єр-Дивізіон | Прем'єр-Дивізіон | Прем'єр-Дивізіон | Прем'єр-Дивізіон | Прем'єр-Дивізіон |
| 3      | Перший дивізіон  | Перший дивізіон  | Перший дивізіон  | Перший дивізіон  | Перший дивізіон  | Перший дивізіон  | Перший дивізіон  | Перший дивізіон  | Перший дивізіон  | Перший дивізіон  | Перший дивізіон  | Перший дивізіон  | Перший дивізіон  | Перший дивізіон  | Перший дивізіон  | Перший дивізіон  | Перший дивізіон  | Перший дивізіон  |
| 4      | Ліга Нусантара   | Ліга Нусантара   | Ліга Нусантара   | Ліга Нусантара   | Ліга Нусантара   | Ліга Нусантара   | Ліга Нусантара   | Ліга Нусантара   | Ліга Нусантара   | Ліга Нусантара   | Ліга Нусантара   | Ліга Нусантара   | Ліга Нусантара   | Ліга Нусантара   | Ліга Нусантара   | Ліга Нусантара   | Ліга Нусантара   | Ліга Нусантара   |

### 2015—2016
2015 року кількість дивізіонів була зменшена ще на один, після того як Перший дивізіон і Ліга Нусантара були об'єднані.
| Рівень | Ліга/Дивізіон    | Ліга/Дивізіон    | Ліга/Дивізіон    | Ліга/Дивізіон    | Ліга/Дивізіон    | Ліга/Дивізіон    | Ліга/Дивізіон    | Ліга/Дивізіон    | Ліга/Дивізіон    | Ліга/Дивізіон    | Ліга/Дивізіон    | Ліга/Дивізіон    | Ліга/Дивізіон    | Ліга/Дивізіон    | Ліга/Дивізіон    | Ліга/Дивізіон    | Ліга/Дивізіон    | Ліга/Дивізіон    |
| ------ | ---------------- | ---------------- | ---------------- | ---------------- | ---------------- | ---------------- | ---------------- | ---------------- | ---------------- | ---------------- | ---------------- | ---------------- | ---------------- | ---------------- | ---------------- | ---------------- | ---------------- | ---------------- |
| 1      | Суперліга        | Суперліга        | Суперліга        | Суперліга        | Суперліга        | Суперліга        | Суперліга        | Суперліга        | Суперліга        | Суперліга        | Суперліга        | Суперліга        | Суперліга        | Суперліга        | Суперліга        | Суперліга        | Суперліга        | Суперліга        |
| 2      | Прем'єр-Дивізіон | Прем'єр-Дивізіон | Прем'єр-Дивізіон | Прем'єр-Дивізіон | Прем'єр-Дивізіон | Прем'єр-Дивізіон | Прем'єр-Дивізіон | Прем'єр-Дивізіон | Прем'єр-Дивізіон | Прем'єр-Дивізіон | Прем'єр-Дивізіон | Прем'єр-Дивізіон | Прем'єр-Дивізіон | Прем'єр-Дивізіон | Прем'єр-Дивізіон | Прем'єр-Дивізіон | Прем'єр-Дивізіон | Прем'єр-Дивізіон |
| 3      | Ліга Нусантара   | Ліга Нусантара   | Ліга Нусантара   | Ліга Нусантара   | Ліга Нусантара   | Ліга Нусантара   | Ліга Нусантара   | Ліга Нусантара   | Ліга Нусантара   | Ліга Нусантара   | Ліга Нусантара   | Ліга Нусантара   | Ліга Нусантара   | Ліга Нусантара   | Ліга Нусантара   | Ліга Нусантара   | Ліга Нусантара   | Ліга Нусантара   |

### 2017
20 січня 2017 року PSSI оголошено про заміну трьох попередніх Ліг новими — Ліга 1, Ліга 2 і Ліга 3.
| Рівень | Ліга/Дивізіон                                       | Ліга/Дивізіон                                       | Ліга/Дивізіон                                       | Ліга/Дивізіон                                       | Ліга/Дивізіон                                       | Ліга/Дивізіон                                       | Ліга/Дивізіон                                       | Ліга/Дивізіон                                       | Ліга/Дивізіон                                       | Ліга/Дивізіон                                       | Ліга/Дивізіон                                       | Ліга/Дивізіон                                       | Ліга/Дивізіон                                       | Ліга/Дивізіон                                       | Ліга/Дивізіон                                       | Ліга/Дивізіон                                       | Ліга/Дивізіон                                       | Ліга/Дивізіон                                       |
| ------ | --------------------------------------------------- | --------------------------------------------------- | --------------------------------------------------- | --------------------------------------------------- | --------------------------------------------------- | --------------------------------------------------- | --------------------------------------------------- | --------------------------------------------------- | --------------------------------------------------- | --------------------------------------------------- | --------------------------------------------------- | --------------------------------------------------- | --------------------------------------------------- | --------------------------------------------------- | --------------------------------------------------- | --------------------------------------------------- | --------------------------------------------------- | --------------------------------------------------- |
| 1      | Ліга 1 18 клубів                                    | Ліга 1 18 клубів                                    | Ліга 1 18 клубів                                    | Ліга 1 18 клубів                                    | Ліга 1 18 клубів                                    | Ліга 1 18 клубів                                    | Ліга 1 18 клубів                                    | Ліга 1 18 клубів                                    | Ліга 1 18 клубів                                    | Ліга 1 18 клубів                                    | Ліга 1 18 клубів                                    | Ліга 1 18 клубів                                    | Ліга 1 18 клубів                                    | Ліга 1 18 клубів                                    | Ліга 1 18 клубів                                    | Ліга 1 18 клубів                                    | Ліга 1 18 клубів                                    | Ліга 1 18 клубів                                    |
| 2      | Ліга 2 60 клубів (2017 сезон) (розділені на 8 груп) | Ліга 2 60 клубів (2017 сезон) (розділені на 8 груп) | Ліга 2 60 клубів (2017 сезон) (розділені на 8 груп) | Ліга 2 60 клубів (2017 сезон) (розділені на 8 груп) | Ліга 2 60 клубів (2017 сезон) (розділені на 8 груп) | Ліга 2 60 клубів (2017 сезон) (розділені на 8 груп) | Ліга 2 60 клубів (2017 сезон) (розділені на 8 груп) | Ліга 2 60 клубів (2017 сезон) (розділені на 8 груп) | Ліга 2 60 клубів (2017 сезон) (розділені на 8 груп) | Ліга 2 60 клубів (2017 сезон) (розділені на 8 груп) | Ліга 2 60 клубів (2017 сезон) (розділені на 8 груп) | Ліга 2 60 клубів (2017 сезон) (розділені на 8 груп) | Ліга 2 60 клубів (2017 сезон) (розділені на 8 груп) | Ліга 2 60 клубів (2017 сезон) (розділені на 8 груп) | Ліга 2 60 клубів (2017 сезон) (розділені на 8 груп) | Ліга 2 60 клубів (2017 сезон) (розділені на 8 груп) | Ліга 2 60 клубів (2017 сезон) (розділені на 8 груп) | Ліга 2 60 клубів (2017 сезон) (розділені на 8 груп) |
| 3      | Ліга 3 (розділена на 34 провінції)                  | Ліга 3 (розділена на 34 провінції)                  | Ліга 3 (розділена на 34 провінції)                  | Ліга 3 (розділена на 34 провінції)                  | Ліга 3 (розділена на 34 провінції)                  | Ліга 3 (розділена на 34 провінції)                  | Ліга 3 (розділена на 34 провінції)                  | Ліга 3 (розділена на 34 провінції)                  | Ліга 3 (розділена на 34 провінції)                  | Ліга 3 (розділена на 34 провінції)                  | Ліга 3 (розділена на 34 провінції)                  | Ліга 3 (розділена на 34 провінції)                  | Ліга 3 (розділена на 34 провінції)                  | Ліга 3 (розділена на 34 провінції)                  | Ліга 3 (розділена на 34 провінції)                  | Ліга 3 (розділена на 34 провінції)                  | Ліга 3 (розділена на 34 провінції)                  | Ліга 3 (розділена на 34 провінції)                  |

## Формат змагань
З сезону 1994/95 по 2004/05 структура Ліги Індонезії майже щороку змінювалися. У деяких сезонах були дві групи у вищому дивізіоні; у інших їх було три. Кількість клубів у вищому дивізіоні коливалася від 18-28. Найкращі чотири клуби в кожному дивізіоні кваліфікувались до «фіналу восьми чемпіонату плей-оф». Переможці групи мірялися силами в чемпіонаті.
У сезоні 2004/05 18 клубів увійшли в новостворений вищий дивізіон. Сезон тривав 34 тури, в яких кожен клуб грав один проти по разу вдома та на виїзді. Три найгірші команди вилетіли в другий дивізіон, у той час як три найкращі команди другого дивізіону підвищилися, щоб їх замінити. А два найкращих клуби Суперліги отримали путівки до Ліги Чемпіонів АФК.
Починаючи з сезону 2005/06 28 клубів були включені в Лігу Індонезії. Клуби змагалися у двох дивізіонах, в кожному з яких було по 14 клубів. Кожен клуб грає один проти одного два матчі.
Популярність Ліги виросла настільки, що в сезоні 2006/07 кількість клубів була збільшена з 28 до 36 (по 18 клубів у кожному з дивізіонів).
У 2008 році 18 топ-клубів з попереднього вищого дивізіону були підвищені у новий вищий дивізіон, Суперлігу, а інші залишилися в тому ж дивізіоні. У PSSI розглянула 18 клубів на предмет готовності до вступу в Суперлігу, враховуючи багато аспектів, такі як стадіон, фінансовий стан та інші вимоги для професійних футбольних клубів.